# Irish McCalla
Nellie Elizabeth "Irish" McCalla (25 de diciembre de 1928 – 1 de febrero de 2002) fue una actriz y artista estadounidense de cine y televisión, conocida sobre todo por su papel protagonista en la serie de televisión de los años cincuenta Sheena, Queen of the Jungle. Actuó junto al actor Chris Drake. McCalla fue modelo "Vargas Girl" del artista de pin-up girl Alberto Vargas.

## Biografía

### Primeros años
Nacida en Pawnee City, Nebraska, era una de los ocho hermanos de Lloyd, carnicero, y Nettie (de soltera Geiger) McCalla. La familia se mudaba a menudo, estableciéndose en Des Moines, Iowa, a finales de 1939, cuando Lloyd empezó a trabajar para la carnicería Condon Bros. La familia vivía en el 1070 10th Street. La familia se trasladó a Marshalltown, Iowa, en noviembre de 1941, y a Omaha, Nebraska, en septiembre de 1942, antes de regresar a Pawnee City, donde terminó la escuela secundaria. A los 17 años, se reunió con algunos de sus hermanos en el sur de California, donde trabajó como camarera y en una fábrica de aviones.
En 1951 se casó con el vendedor de seguros Patrick McIntyre, con quien tuvo dos hijos. McCalla ya era una popular modelo en 1952, cuando otras modelos y ella aparecieron en la película River Goddesses, en la que aparecían jóvenes voluptuosas retozando en Glen Canyon.

### Sheena
McCalla recordaba que fue descubierta por un representante de los estudios Nassour mientras lanzaba un arpón de bambú en una playa de Malibú, California, y añadía sobre su experiencia en Sheena: "No sabía actuar, pero podía columpiarme entre los árboles". Su serie de 26 episodios se emitió en primera emisión sindicada de 1955 a 1956.
La atlética McCalla dijo que realizaba sus propias acrobacias en la serie, rodada en México, hasta el día en que se agarró a una liana que no estaba bien sujeta y se estrelló contra un árbol, rompiéndose un brazo.[cita requerida] Su hijo mayor, Kim McIntyre, declaró en una ocasión a la prensa[¿dónde?] que recordaba haber visto a su madre columpiándose de liana en liana y luchando contra caimanes mecánicos. Tras Sheena, que duró una temporada, McCalla actuó en cinco películas entre 1958 y 1962, y como invitada en las series de televisión Have Gun — Will Travel y Route 66.

### Vida posterior y carrera en el arte
McCalla y McIntyre se divorciaron en 1957, y al año siguiente, McCalla se casó con el actor inglés y estudioso de James Joyce/Sherlock Holmes Patrick Horgan. Se divorciaron en enero de 1969. En 1982, McCalla, que entonces vivía en Malibú, California, se casó con Chuck Rowland, director nacional de ventas de una empresa de cristalería para automóviles, y se trasladó con él a Prescott, Arizona, donde vivió hasta el final de sus días. Se separaron en 1989.
Como artista, realizó numerosas pinturas al óleo y láminas de colección, y vendió grabados de su obra. Fue miembro de Woman Artists of the American West, y su obra se ha expuesto en el Los Angeles Museum of Arts and Sciences. Hizo apariciones personales en convenciones de autógrafos, apareciendo hasta 1996 con un disfraz de Sheena de imitación de leopardo.

## Muerte
A los 73 años en 2002, Irish McCalla murió de un accidente cerebrovascular y complicaciones de su cuarto tumor cerebral.

## Legado
- McCalla tiene una estrella en el Paseo de la Fama de Hollywood, en el 1722 Vine Street.[9]
- Una escritora describió el efecto del personaje de McCalla en las niñas que crecían en aquella época: "Sheena era la única mujer retratada en la televisión que no se ajustaba al estereotipo de los años cincuenta. Sheena era una auténtica individualista. Verla enfrentarse a una nueva aventura cada semana me hacía sentir más capaz en una época en la que todo estaba tan inexplorado. Si ella podía con la jungla, yo estaba segura de que podía con mi mundo".[10]
- El asteroide 83464 Irishmccalla, descubierto por el astrónomo Roy A. Tucker en 2001, fue bautizado en su memoria.[11] La mención oficial del nombre fue publicada por el Centro de Planetas Menores el 18 de septiembre de 2005 (M.P.C. 54829).[12]

## Filmografía seleccionada
- Sheena, Queen of the Jungle (1955–1956) serie de televisión, 26 episodios — Sheena
- Queen of the Jungle (película) (1956) Primera película oficial de Sheena, Queen of the Jungle Nunca estrenada en Estados Unidos No confundir con el serial del mismo título. - Sheena
- She Demons (1958) — Jerrie Turner
- The Beat Generation (1959); reeditada como This Rebel Age — Marie Baron
- Five Gates to Hell (1959) — Sister Magdalena
- Hands of a Stranger, también conocida como The Answer (1962) — Holly
- Have Gun – Will Travel (1963) episodio "Bob Wire" — Anna Anderson

### Bibliografía de revistas

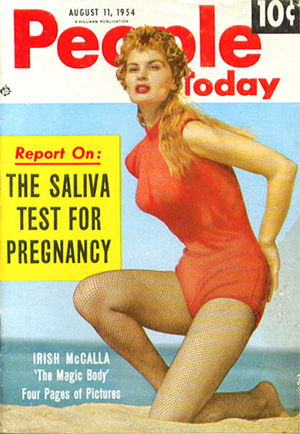
Hillman Periodicals' People Today (11 de agosto de 1954): McCalla, más conocida como Sheena, apareció como ella misma en muchas portadas de revistas.

### Portada
- Eve   octubre de 1950, diciembre de 1950
- Cavalier   (back cover) 1951 Vargas "4 of Diamonds" McCalla nude
- Night and Day   enero de 1951, septiembre de 1951
- Show   noviembre de 1952
- Jest   mayo de 1957
- Fabulous Females   N.º 1 1955
- People Today   11 de agosto de 1954
- Focus  septiembre de 1954
- Vue   marzo de 1956
- Blighty   (UK), 6 de abril de 1957, Iss. 910
- Snappy   marzo de 1957 (back cover)
- Ultra Filmfax   Abr-mayo de 1998
- Scarlet Street   N.º 23

### Interiores
1950s
- Night and Day – agosto y septiembre de 1950; enero, marzo, abril & septiembre 1951; febrero, abril, mayo y agosto de 1952; enero, febrero, marzo, julio, y octubre de 1953; y febrero de 1956
- Famous Models – Sept.-octubre de 1951
- Frolic – julio y mayo de 1951, febrero de 1955
- Man (UK) – agosto de 1952
- Pageant – agosto de 1952
- People Today – 1952 Vol.5, No.6, diciembre de 1957
- T.V. Star Parade – febrero de 1956
- Gala – marzo de 1952 (vol.2, #6, pg.25) y enero de 1955 (vol.5, #5)
- Vue – octubre de 1952 y marzo de 1956
- Photo – octubre de 1954
- Point – marzo de 1954, diciembre de 1955
- Tempo – 21 de marzo de 1955
- Man's – junio de 1955
- Picture week – 27 de marzo de 1956
- Show – octubre de 1956

1980s
- Starweek – agosto de 1982

1990s
- Preview Pin Up Special 2 – Aug.-octubre de 1994
- Tease – No.3, 1995
- Femme Fatales – enero de 1999
- Playboy – March 1997 ("Glamourcon" by Kevin Cook), enero de 1999 ("Sex Stars of the Century"), Special Edition (August 1999, "Sex Stars of the Century")
- Celebrity Sleuth – 1991 (vol.5, #1, "Separate But Sequel: Irish McCalla"), 1996 (vol.9, #9, "Sheena Lives") and 1997 (vol.11, #1, "Star-Tistics")
- Irish of the Jungle – AC Comics, 1992
- Jungle Girls #4 & #5 – AC Comics, 1992
- TV's Original Sheena: Irish McCalla – AC Comics, 1992
- Good Girl Quarterly #11 – AC Comics, 1993
- The Golden Age of Sheena – AC Comics, 1999
- Wild Woman #1 – AC Comics, 1999

2000s
- Playboy – diciembre de 2001 ("Sheena's World") y febrero de 2008 ("Sheena, Queen of the Jungle, Without Her Wrap" by Leonard Martin)
- Femforce #118 Special Edition – AC Comics, 2003
- Alberto Vargas: Works from the Max Vargas Collection by Reid Stewart Austin & Hugh Hefner (2006, ISBN 978-0821257920). A painting and sketch of McCalla

## Portadas de álbumes de discos
- Music For Big Dame Hunters (1960) Irish McCalla wearing a leopard print bikini on cover - Crown Records
- Latin Twist (1959) — Crown Records – CLP 5171

## Lectura adicional
- Ultra Filmfax   abril de 1988, Issue 66, pp. 74–78, by Herb Fagen, "Sheena, Queen of the Jungle"
- Preview   octubre de 1994, Vol. 3, Issue 2, pp. 34–39, by Steranko, "The She-Cat Who Put the She in Sheena"
- Alberto Vargas: Works from the Max Vargas Collection, by Reid Stewart Austin, Hugh Hefner. 144 pp (2006); ISBN 978-0821257920
- Playboy   febrero de 2008, vol. 55, #2, pp. 60–68, by Leonard Maltin, "Sheena, Queen of the Jungle, Without Her Wrap, Irish McCalla"
- Black, Bill. TV's Original Sheena: Irish McCalla (Paragon Publications/AC Comics); ISBN 1-56225-005-1